# منتخب الهند لكرة الطائرة للسيدات
منتخب الهند الوطني لكرة الطائرة للسيدات (بالإنجليزية: India women's national volleyball team)‏ هو ممثل الهند الرسمي في المنافسات الدولية في كرة طائرة للسيدات.